# Mathias Duplessy
Mathias Duplessy, ur. 28 października 1972, francuski kompozytor multiinstrumentalista

## Życiorys
Wydał trzy własne albumy i uczestniczył w około trzydziestu nagraniach ścieżek dźwiękowych filmów długo i krótkometrażowych, a także filmów dokumentalnych.
Debiutował na scenie w wieku 18 lat i akompaniuje jako gitarzysta artystom sceny francuskiej i międzynarodowej, tj.: Sophia Charaï, Bevinda, Monica Passos, Nico Morelli, Dikes, Omar Pene, Ameth Male czy Sarah Alexander. Występuje również z artystami pop, np. z Nadéah.
Od około dziesięciu lat praktykuje również chöömej, mongolski śpiew alikwotowy i morin chuur (mongolski fidel).
Obecnie woli pracować nad własnymi realizacjami tj. Duplessy & les 3 violons du Monde (Duplessy i trzy skrzypce świata), w których towarzyszy mu Guo Gan (果敢) – chiński gracz na erhu (chiński fidel), syn słynnego Guo Junming (果俊明), Sabir Khan – indyjski gracz na sarangi (radżastański fidel), syn słynnego Ustad Sultan Khana, a także mongolski muzyk Enkh Jargal praktykujący grę na morin chuur i mongolski śpiew alikwotowy. Mathias Duplessy gra również ze swoją żoną Sophią Charaï, dla której skomponował i wyprodukował dwa albumy.

## Muzyka filmowa
Pasjonat kina. Realizator klipów i filmu krótkometrażowego pt. L’Arbre (drzewo). Jego styl łączy instrumenty „etniczne” i akustyczne gitary, smyczki, flety i głosy. Ma na swoim koncie współpracę w około dziesięciu filmach fabularnych, regularnie udziela się w Bombaju na rzecz ruchu nowego kina indyjskiego (wraz z Aamir Khanem i Shankar Mahadevanem), we Francji, w Maroku i dla kina rosyjskiego. Pracuje również przy produkcji filmów animowanych (Miś Muki).
W 2007 roku wraz z CNRS i Arte pracuje nad serią Les Expéditions d’ARTE, współprodukowaną przez Gedeon programmes i CNC.

## Muzyka poważna
Entuzjasta Ravela, Strawińskiego, Gismonti, regularnie komponuje utwory na gitarę i muzykę kameralną graną przez klasycznych artystów koncertowych tj. Jéremie Jouve, jak też muzykę do tańca współczesnego.

## Piosenki

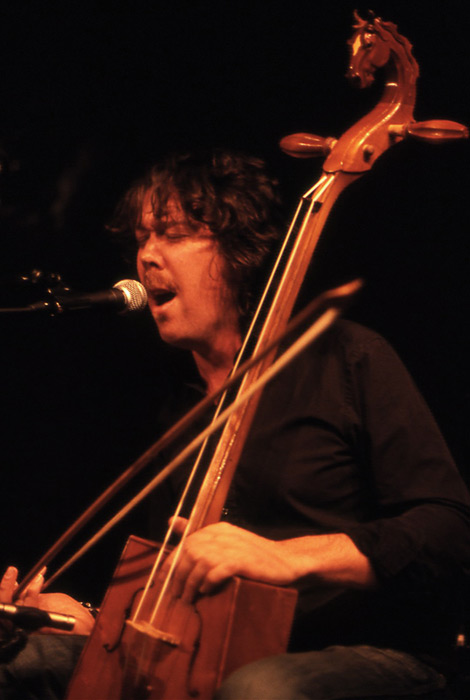
Mathias Duplessy

Produkuje, realizuje, aranżuje i komponuje, albo tylko nagrywa dla przeróżnych artystów: Sophia Charaï, les Mouettes, Dikes, Bevinda, Ameth Male, Enzo Enzo, Nicola Tescari, Shakara, Shankar Mahadevane, Ranjit Barot, Armand Amar, Silvia Malagugini, Nadéah, Mukhtiyar Ali, Debout sur le Zinc etc.

## Filmografia: filmy długometrażowe
- Finding Fanny (Homi Adajania), 2014
- L’Oranais (Lyes Salem), 2014
- Delhi in a Day (Prashant Nair), 2011
- Peepli live (reżyseria Anusha Rizvi, produkcja Aamir Khan), 2010
- Mascarades (reż. Lyes Salem), 2009
- Bombay Summer (reż. Joseph Mathew), 2009
- The Fakir of Venice (reż. Anand Surapur), 2009
- Wake up Morocco (reż. Narjiss Nejjar), 2008
- Ze film (reż. Guy Jacques, Europacorp), 2007
- Mona Saber (reż. Abdelhaï Laraki), 2002

## TV/Seriale/filmy animowane
- Miś Muki sezon 1, 62-odcinkowy serial jedenastominutowych epizodów zrealizowanych przez François Narboux, wyprodukowanych przez Millimages dla France 5 i Disney Junior (2011)
- Miś Muki sezon 2, 62-odcinkowy serial jedenastominutowych epizodów zrealizowanych przez François Narboux, wyprodukowanych przez Millimages dla France 5 (2014)
- Emilie, 52-odcinkowy serial trzyminutowych epizodów zrealizowanych przez Sandrę Derval, wyprodukowanych przez Studio Lito i Blue Spirit Animation (2012)

## TV/Filmy dokumentalne
- 2013 : Juifs et Musulmans Si loin, si proches (reż. Karim Miské) Arte
- 2011 : La Brigade (reż. Cécile Allegra) Ciné TV
- 2011 : Rajasthan, L'âme d’un Prophête (reż. Benoit Ségur) Gédeon
- 2010 : Amyu, l’Armée des hommes guêpes (reż. Jérome Reynaud) Zed Prod
- 2010 : Peuple et croyances de Sibérie (reż. Jean Afanassieff) MC4
- 2010 : Et vogue la Volga (reż. Marc Mopty) Bo travail
- 2009 : Outyos, des tigres et des hommes (reż. Jean Afanassieff) MC4
- 2009 : Les Damnés (reż. Jean-Paul Mari) Mano à Mano /France 2
- 2009 : À qui appartient l’Irak (reż. Marc Berdugo) Magnétopresse/Arte
- 2008 : Game Reserve (reż. Daniel Serre) MC4
- 2008 : Les griffes du Ranthambore (reż. Daniel Serre) MC4
- 2008 : Costa Rica, un succès durable? (reż. Sandrine Dumas Roy) Strawberry films
- 2008 : Allez Plus Haut (reż. Jeanne Mascolo) Ciné TV
- 2007 : Edgar Morin, un penseur planétaire (reż. Jeanne Mascolo), Ciné TV
- 2007 : Les Expéditions d’ARTE, seria 15 filmów, Gédéon / CNRS Images / Arte GEIE[9]
- 2007 : Un nouvel El dorade (reż. Thierry Piantanida) Gédeon
- 2007 : Un monde en sursis (reż. Thierry Piantanida) Gédeon
- 2007 : Demain, un monde sans glace? (reż. Thierry Piantanida), CNC / France 5 / Gedeon[10]
- 2007 : Amazonie du Soja (reż. M. Dubroca)
- 2006 : Effet de Serre (reż. J. Mascolo)
- 2006 : Mercure, Mensonges et vérités (reż. Daniel Serre) Strawberry films
- 2004 : Brigade Nature, Strawberry films
- 1996 : Art et consommation (reż. Philippe Simon)
- 1996 : Bernard Piffaretti (reż. Philippe Simon)
- 1996 : Les salons de peintures de D. Diderot (reż. Philippe Simon)

## Reklama
Setki kompozycji do reklam we Francji i w Maroku: Adidas, Orangina, La Sécurité Sociale, Czerwony Krzyż, Maroc Telecom, Le Salon de l’Agriculture, Oulmes, RMA, Attijari Wafabank, Sidi Ali etc.

## Taniec współczesny
- Chronotopia (Bangalore/Indie), 2010

## Albumy
- 2010 : Marco Polo, The 3 Violins of the World, Absilone/Socadisc
- 2010 : Pichu, Sophia Charaï, Universal sept
- 2010 : Têtue, Enzo Enzo, Naïve
- 2010 : Djolo, Dikes, Autre distribution
- 2008 : Public tunes/private song, Duplessy, Absilone/Socadisc
- 2008 : B.O. Aspettando il sole, Cam édition
- 2008 : L’Hermite Voyageur, Duplessy Trio, Apsilone/Socadisc
- 2006 : Otoubro Live, Bevinda, Mélodie
- 2006 : Under Water, Lili, Sony
- 2006 : Unfolkettable, Nico Morelli, Cristal Record/ Abeille Musique
- 2005 : Luz, Bevinda, Harmonia Mundi
- 2005 : Ze Film, B.O, Wagram Music
- 2004 : Mystère, S.Malagugini, Buda Musique/ Mélodie
- 2004 : Laanamayo, Ameth Male, Lutetia Prod.
- 2003 : Vers la mer, Les Mouettes, JMS/Sony
- 2003 : The raven, Bussy, Prod./ Distrib. Night and Day
- 2003 : Mouja, Sophia Charaï, dystrybucja Mélodie
- 2002 : Poe’s sessions, Bussy, produkcja i dystrybucja Night and Day
- 2001 : Le Fil, Dikès, produkcja Le Rideau Rouge